# Kaya (Moulvoudaye)
Pour les articles homonymes, voir Kaya.
Kaya (ou Keia) est une localité du Cameroun située dans le département du Mayo-Kani et la Région de l'Extrême-Nord. Elle fait partie de la commune de Moulvoudaye et du canton/lawanat de Korré. 

## Population
En 1976, Kaya Garre comptait 320 habitants, dont 215 Peuls et 105 Toupouri. Kaya Siratare en comptait 39, dont 31 Kanouri et 8 Mousgoum. 
Lors du recensement de 2005, 2 073 personnes ont été dénombrées à Kaya (ensemble).
En 2013, la population est estimée à 1 414 habitants.